# 4744 Роверето
4744 Роверето (4744 Rovereto, 1988 RF5, 1979 QW8, 1989 VC) — астероїд головного поясу, відкритий 2 вересня 1988 року.
Тіссеранів параметр щодо Юпітера — 3,279.